# Marije van Hunenstijn
Marije van Hunenstijn (nascida em 2 de março de 1995 na cidade de Apeldoorn) é uma velocista neerlandesa. Ela ganhou a medalha de prata no 4 × 100 metros estafetas no Campeonato Europeu de 2018.
Em sua juventude, ela treinou ginástica antes de se voltar para o atletismo aos 13 anos.

## Competições internacionais
| Ano                            | Competição                      | Local                          | Posição                        | Evento                         | Notas                          |
| Representando os Países Baixos | Representando os Países Baixos  | Representando os Países Baixos | Representando os Países Baixos | Representando os Países Baixos | Representando os Países Baixos |
| ------------------------------ | ------------------------------- | ------------------------------ | ------------------------------ | ------------------------------ | ------------------------------ |
| 2014                           | Campeonato Mundial Júnior       | Eugene, Estados Unidos         | 44º (h)                        | 100 m                          | 12.14                          |
| 2014                           | Campeonato Mundial Júnior       | Eugene, Estados Unidos         | 8º (h)                         | 4 × 100 m estafetas            | 45.29                          |
| 2016                           | Campeonato da Europa            | Amsterdão, Países Baixos       | 7º (h)                         | 4 × 100 m estafetas            | 43.34                          |
| 2017                           | Campeonato Europeu Sub-23       | Bydgoszcz, Polónia             | 28º (h)                        | 100 m                          | 12.23                          |
| 2018                           | Campeonato da Europa            | Berlim, Alemanha               | 21º (sf)                       | 100 m                          | 11.49                          |
| 2018                           | Campeonato da Europa            | Berlim, Alemanha               | 2º                             | 4 × 100 m estafetas            | 42.15                          |
| 2019                           | Campeonato Mundial de Atletismo | Doha, Qatar                    | 35º (h)                        | 100 m                          | 11.48                          |
| 2019                           | Campeonato Mundial de Atletismo | Doha, Qatar                    | 9º (h)                         | 4 × 100 m estafetas            | 43.01                          |

## Recordes pessoais
Exterior
- 100 metros - 11,13 (+1,9 m/s, La Chaux-de-Fonds 2019)
- 200 metros - 23,25 (+0,0 m/s, Bruxelas 2019)

Interior
- 60 metros - 7,34 (Karlsruhe 2019)